# Programmations du Festival de Confolens dans les années 2010
Cet article présente les programmations du Festival de Confolens dans les années 2010.

## Années 2010

### 2010
| Pays représentés      | Nom des groupes folkloriques                                              |
| --------------------- | ------------------------------------------------------------------------- |
| Antigua-et-Barbuda    | - Supastars steel orchestra - La compagnie du Théâtre National de Danse   |
| Brésil                | - Ballet Folklorico Transart d'Alagoas - Grupo Cultural Chalna de Caceres |
| France                | - Lo Gerbo Baudo                                                          |
| Hongrie               | - Ensemble de danse de la Ville de Szentendre                             |
| Chili (Île de Pâques) | - Ballet Culturel Rapanui Tumu Henua                                      |
| Kabardino-Balkarie    | - Ensemble National Barlkaria de Nalchik                                  |
| Lituanie              | - Ensemble Vingis de Vilnius                                              |
| Niger                 | - Groupe Artistique Aourindé                                              |
| Panama                | - Ballet Folclorico Ritmos y Raices Panameñas de Panama                   |
| Taïwan                | - Troupe de Chants et de Danses Aborigènes de Formose                     |
| Uruguay               | - Compagnie de Danses Populaires Danzamecia de Montevideo                 |

Animation :
- Écosse (Vale of Athole Junior Pipe Band),
- États-Unis (Coolbone),
- France (Eric et Valérie orgue de barbarie, Lous Brandalous),
- Macédoine du Nord (Fanfare Rome les frères Durmisevi),
- Turquie (Otantik Folk Dance Group d'Istanbul),
- Ukraine (Ensemble Instrumental Prolisok de Dnipropetrovsk).

### 2011
| Pays représentés | Nom des groupes folkloriques                                                                                          |
| ---------------- | --- |
| Afrique du Sud   | - Ensemble Folklorique Monnyth Art House de la Province de Gauteng                                                    |
| Québec           | - Ensemble Les Eclusiers de Lachine                                                                                   |
| Colombie         | - Compania de Danzas Orkeseos de Bogota                                                                               |
| Espagne          | - Compania Flamenca Carmen Guerero de Cadiz                                                                           |
| France           | - Lo Gerbo Baudo |
| Inde             | - Ensemble Folklorique Panghat d'Ahmedabad                                                                            |
| Mexique          | - Ballet Folklorique de l'Université de Colima - Ballet Folklorique Imagenes de Veracruz                              |
| Pérou            | - Ensemble Folklorique Peru Multicolor de Lima - Les Danseurs de Ciseaux Hermanos Chaves                              |
| Russie           | - Ensemble Folklorique de chants et de danses Umarina (Mordovie) - Ensemble Folklorique Esquimau Ergyron (Tchoukotka) |
| Serbie           | - Ensemble Srem de Jakovo de Belgrade                                                                                 |

Animations :
- Espagne (Banda de Cornemuses d'Asturies Camin de Fierro de Teverga, Proaza, Santo Adriano),
- France (Les Saltimbasques du Pays Basque, Lous Brandalous de Confolens, Eric et Valérie et l'Orgue de barbarie),
- Italie (Sbandieratori Leone Rampante de Cori),
- États-Unis (Gospel Choir).

### 2012
| Pays représentés         | Nom des groupes folkloriques                                    |
| ------------------------ | --------------------------------------------------------------- |
| Botswana                 | - Makgathana Tapong de Mahalapye                                |
| Bulgarie                 | - Théâtre des Danses Folkloriques Naiden Kirov de Roussé        |
| Canada                   | - Troupe de Danse Abénakie Alnôbak                              |
| États-Unis               | - Mississipi Band - Indiens Choctaw                             |
| France                   | - Lo Gerbo Baudo de Confolens                                   |
| Honduras                 | - Asociacion Cultural Zorzales de Sula                          |
| Indonésie                | - Ensemble S1 Prasetiya Mulya Trisakti University               |
| Israël                   | - Groupe de Danses Hallejuah de Haifa                           |
| Madagascar               | - Ensemble Benja Gasi d'Antananarivo                            |
| Russie                   | - Ensemble national de chats et de danses Siverko d'Arkhangelsk |
| Tahiti                   | - Compagne Manahau                                              |
| Territoires palestiniens | - Troupe Gidoor de Doha                                         |
| Venezuela                | - Danzas Tipicas Internacional Maracaïbo                        |

Animations :
- Chili (Banda Folklorique Renacer),
- Colombie (Comparsa Jipiyam y Raspacanilla),
- France (Lous Brandalous de Confolens, Bunda Blanca de Confolens, Eric et Valérie avec l'Orgue de Barbarie, Wood Skanak percussion).

### 2013
| Pays représentés | Nom des groupes folkloriques                                  |
| ---------------- | ------------------------------------------------------------- |
| Allemagne        | - Thüringer Tazaensemble de Rudolstat                         |
| Brésil           | - Aldeia dos Angos de Gravataí                                |
| Égypte           | - Art Appreciation Folk Group d'Alexandrie                    |
| France           | - Lo Gerbo Baudo de Confolens, - La Nouch des Sables d'Olonne |
| Géorgie          | - Ensemble Marula de Tbilissi                                 |
| Guadeloupe       | - Les Balisiers de Basse-Terre                                |
| Irlande          | - Ensemble Culturel Clasac                                    |
| Panama           | - Ballet Folklorique Ritmos y Raices Panameñas de Panama      |
| Pérou            | - Ensemble National de Folklore du Pérou                      |
| Sénégal          | - Ballet Folklorique Fambondy                                 |
| Thaïlande        | - Benchama Mharat Folk Dance Troup                            |

Animations :
- France (Lous Brandalous de Confolens, Les Batuc'ados de Colombes, Bagad Panvrid Ar Beskont),
- Serbie (Ensemble Kudsrem de Belgrade).

### 2014
| Pays représentés            | Nom des groupes folkloriques                          |
| --------------------------- | ----------------------------------------------------- |
| Bolivie                     | - Compañía de Danza Acuarela Boliviana de Cochabamba  |
| Burkina Faso                | - Ensemble Facia de Bobo Dioulasso                    |
| Chypre du Nord              | - Academy Art Association Folk Dance Groupe           |
| Costa Rica                  | - Grupo Tiquicia de San José                          |
| France                      | - Lo Gerbo Baudo de Confolens                         |
| Inde                        | - Shivam Nrutya Cultural Academy                      |
| Italie                      | - I Castellani                                        |
| États fédérés de Micronésie | - Nimar Bamboo Dancing Group Ensemble de l'Ile de Yep |
| Pologne                     | - Ensemble Lublin                                     |
| République dominicaine      | - Somo Dominica                                       |
| Russie (Tatarstan)          | - Bulgary Dance Theatre de Naberezhanye Chelny        |

Animations :
- Chili (Banda la Tromba),
- Espagne (La Cuarentuna de Burgos),
- France (Waki Band de Ile de La Réunion, Lous Brandalous de Confolens).

### 2015
| Pays représentés | Nom des groupes folkloriques                                          |
| ---------------- | --------------------------------------------------------------------- |
| Argentine        | - Ballet Sentimiento Criollo de Melincue                              |
| Colombie         | - El Balcon de los Artistas de Medellin                               |
| Équateur         | - Ensemble Jahua Ñan de Loja                                          |
| États-Unis       | - American Footworks de Rexburg                                       |
| France           | - Lo Gerbo Baudo de Confolens, - El Foment de la Sardana de Perpignan |
| Kazakhstan       | - Ensemble Sherniyaz et Semiplalantinsk de Pavlodar                   |
| Kenya            | - Nairobi Dance Ensemble                                              |
| Laos             | - Puang Champa de Luang Prabang                                       |
| Roumanie         | - Ensemble Martisorul de Cluj-Napoca                                  |
| Suisse           | - Les Zachéos de Sierre                                               |

Animations :
- France (Lous Brandalous de Confolens, Pas Familiy Steen-Band, Le Quadrille Occitan de l'union, El Foment de la Sardana de Perpignan),
- Pérou (Los Uros Del Titicaca),
- Portugal (Las Pauliteiras de Miranda de Porto).

### 2016
| Pays représentés   | Nom des groupes folkloriques                                   |
| ------------------ | -------------------------------------------------------------- |
| Burundi            | - Ikiyago                                                      |
| Chili              | - Kirqui Wayra                                                 |
| Finlande           | - Ensemble Tahdittomat                                         |
| France             | - Lo Gerbo Baudo de Confolens, - Aunis et Saintonge de Saintes |
| Guatemala          | - Ballet Moderno y Folklorico Nacional                         |
| Porto Rico         | - Ensemble Brumas de Borikene                                  |
| Portugal           | - Grupo Académico de Danzas Ribatjanas de Santarém             |
| République tchèque | - Ensemble Kasava                                              |
| Serbie             | - Akud Spannac                                                 |
| Ukraine            | - Ensemble Horytsvit de Lviv                                   |

Animations :
- Écosse (Buccleuch and Queenberry Caledonia Pipe Band),
- France (Lous Brandalous de Confolens, A Virer de Plougastel),
- Tahiti (Hei Show Tamure),
- États-Unis (Coolbone de Nouvelle-Orléans),
- Mexique (Cuarteto Ventura y Karla Perez).

### 2017
| Pays représentés       | Nom des groupes folkloriques                                   |
| ---------------------- | -------------------------------------------------------------- |
| Bolivie                | - Compañía de Danza Acuarela Boliviana de Cochabamba           |
| Canada (Québec)        | - Ensemble Mackinaw                                            |
| Colombie               | - Ensemble Orkeseos                                            |
| France                 | - La Poulido de Gemo de Gemenos, - Lo Gerbo Baudo de Confolens |
| Kenya                  | - African Tumbas of Kenya Dancers                              |
| Ossétie du Nord-Alanie | - Ensemble Gorets                                              |
| Malaisie               | - Orang Orang Drum Theatre                                     |
| Mexique                | - Ballet Folklorique de l'Université de Colima                 |
| Nouvelle-Zélande       | - Whitieria Performing Art de Porirua                          |
| Serbie                 | - Akud Spannac                                                 |

Animation :
- France (Lous de Bazats des Landes, Bunda Blanca de Confolens, Lous Brandalous de Confolens, Vent de Panique de Montreuil),
- Italie (Sbandieratori Leone Rampante de Cori),
- Macédoine du Nord (Fanfarre Kemi Asanov).

### 2018
| Pays représentés       | Nom des groupes folkloriques                                                           |
| ---------------------- | -------------------------------------------------------------------------------------- |
| Botswana               | - Ensemble Kgaboserto Traditional Troupe                                               |
| Brésil                 | - Ensemble Flor Ribeirinha de Cuiaba (arrivés le 16 aout 2018 pour la fin du Festival) |
| Costa Rica             | - Ensemble Sueños y Semillas                                                           |
| Espagne                | - Grupo Folklorico Trebeyu                                                             |
| France                 | - Lo Gerbo Baudo de Confolens                                                          |
| Moldavie               | - Ensemble Veselia                                                                     |
| Pérou                  | - C.I.D.A.N. Mi Perù                                                                   |
| République Dominicaine | - Ballet Folklórico Nacional Dominicano del Ministerio de Cultura                      |
| Russie                 | - Souvenir de Saint-Petersbourg                                                        |
| Taïwan                 | - Fei Yang Folk Dance                                                                  |

Animation :
- Bolivie (Ruphay),
- Colombie (Ensemble Jipiyam y Raspacanilla),
- France (Bunda Blanca de Confolens, Lous Brandalous de Confolens)
- Inde (Jaipurmaharaja Brass Band).

### 2019
| Pays représentés | Nom des groupes folkloriques                                  |
| ---------------- | ------------------------------------------------------------- |
| Biélorussie      | - Groupe Polesskie Zori de Pinsk                              |
| Congo-Brazzavile | - Biemb'art                                                   |
| Équateur         | - Grupo Folclorico Tungurahua                                 |
| France           | - Bourrée Gannatoise de Gannat, - Lo Gerbo Baudo de Confolens |
| Ghana            | - Nkrabea Dance Ensemble                                      |
| Hongrie          | - Ballet National de Hongrie                                  |
| Martinique       | - Ensemble Pom'Kanel                                          |
| Mexique          | - El Mariachi Valdes                                          |
| Paraguay         | - Association Culturelle Mudapy                               |
| Pays-Bas         | - Ensemble Paloina                                            |
| Turquie          | - Ensemble Hoy-Tur                                            |

Animation : France (Foujous de Romans sur Isère, Bunda Blanca de Confolens, I Nu de Nouvelle-Calédonie, Lous Brandalous de Confolens, Diatomalo de Saint-Malo).